# 나주 기오정

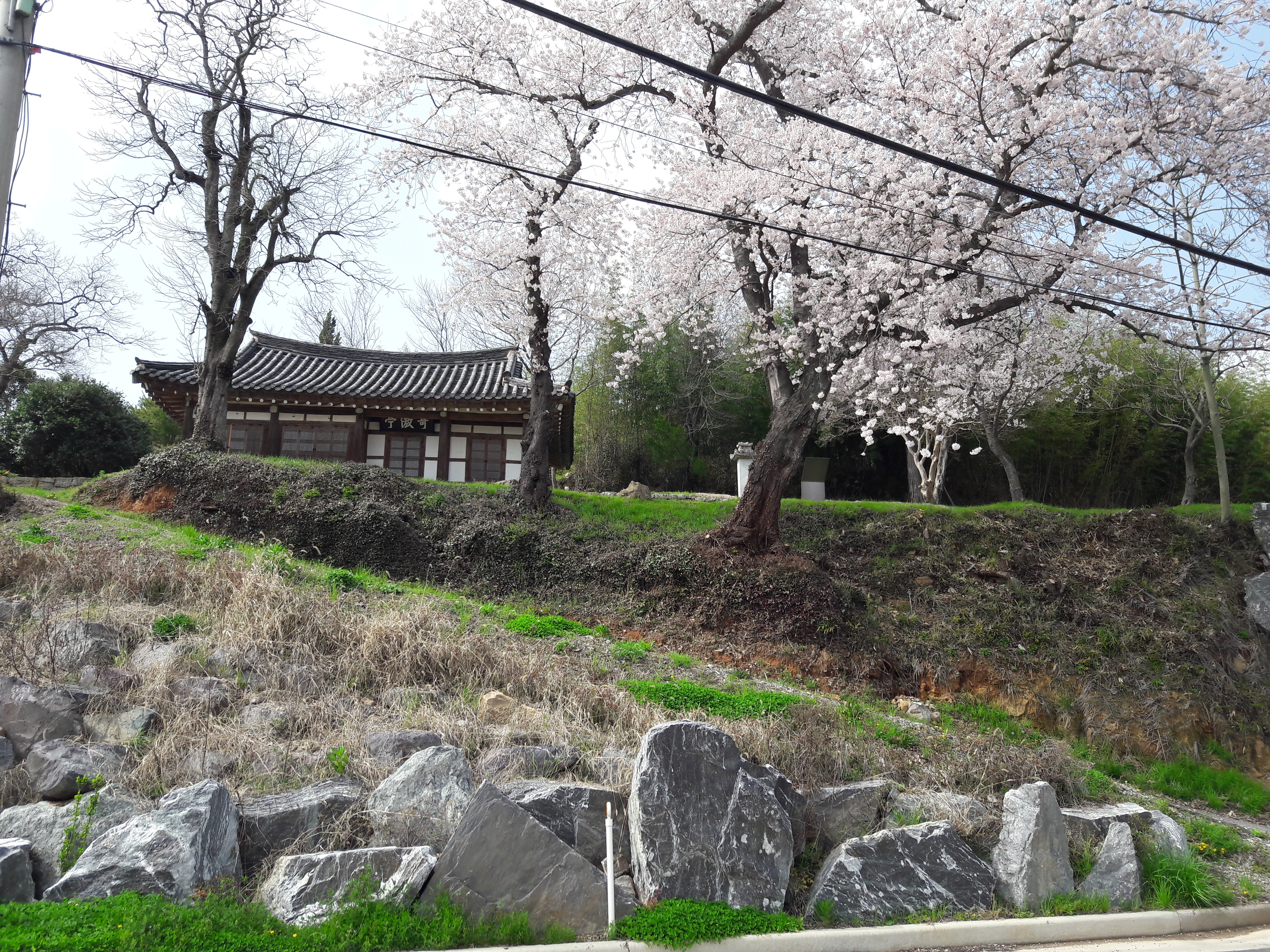

나주 기오정(羅州 寄傲亭)은 대한민국 전라남도 나주시 다시면 회진리에 있는 조선시대의 건축물이다. 2008년 4월 11일 전라남도의 문화재자료 제266호로 지정되었다.

## 개요
나주 기오정은 영산강 강안의 높직한 대지위에 건립되어 주변의 경치를 관상하기에 좋다. 기오정은 반남박씨 박세해(朴世楷, 1615-1698)가 1669년(현종 10)에 처음 건립한 것으로 알려졌다. 반남박씨는 이 지역에 시조묘를 둔 성관이지만, 관직 등으로 이곳을 떠나 거주하다가, 17세기 중반 경에 박세해가 나주 회진에 시거(始居)한다. 박세해는 회진 시거 이후 기오정을 건립하고 문인과 교류하고 후학을 지도하면서 지냈다. 1693년(숙종 19) 79세에 부부가 함께 회혼연때 박세채(1631-1695, 재종제), 박세당(1629-1703, 삼종재), 유상운(1636-1707), 최석정(1646-1715), 이건명(1663-1722), 임영(1649-1696) 등이 축하시를 지었다고 한다. 박세해의 교지 9매도 후손가에 전해지고 있다.
기오정은 정면 4칸 측면 3칸의 규모로 팔작지붕집이다. 공간구성은 서쪽 2칸은 마루이며 동쪽 2칸은 방과 툇마루로 구성되었다. 1669년 처음 건립한 이후 1745년(영조 21)과 1934년경, 1981년경에 각각 중수를 하였다. 안에는 중수기문 2개, 유상운(柳尙運, 1636~1707)을 비롯한 문인과 후손의 현판 9개가 걸려 있다.
나주 기오정은 영산강변에 위치한 여러 정자들과 함께 문인 교류와 후학 강학의 장소로 쓰였던 공간이다. 원래는 조선시대 후기(17세기)에 건립하였으며 몇 차례 중수를 거쳤다. 높직한 대지위에 건립되었으며 방과 마루를 갖춘 4칸의 재실형 정자로서 의미가 있다.
기오정

## 현지 안내문
영산강 주변의 수려한 경관을 관망할 수 있는 곳에는 어김없이 정자가 서 있다. 기오정은 반남 박씨 박세해가 55세 되는 해인 1669년(현종 10)에 지은 정자이다. 현판은 이광사의 친필로 전해지며 정자 이름은 중국 도연명의 귀거래사에서 땄다고 한다. 현재의 건물은 1981년에 부분 보수한 것이다.
박세해는 1615년(광해군7) 정지중추부사 박호(남평현감 역임)의 둘째아들로 태어나 4살 때 어머니를 여의고 23세 때 중병을 얻어 벼슬길에 나아갈 수 없어 세거지인 양주를 떠나 요양 차 나주 회진으로 이주하여 정자를 짓고 자연과 더불어 살았다. 정자는 반남박씨 문중에서 관리하고 있다.

## 참고 자료
- 나주기오정 - 국가유산청 국가유산포털